# Give Me All Your Luvin'
"Give Me All Your Luvin'" é uma canção da artista musical estadunidense Madonna, contida em seu décimo segundo álbum de estúdio MDNA (2012). Conta com a participação das rappers Nicki Minaj e M.I.A., e foi composta pelas três musicistas em conjunto com Michael Tordjman e Martin Solveig, sendo produzida pelo último juntamente com Madonna. Depois de divulgar uma mensagem em seu Facebook declarando sua intenção de voltar a fazer música, Madonna começou a desenvolver o projeto; para este, ela convidou Solveig, tendo em mente produzir apenas uma canção com ele, uma ideia que acabou sendo expandida em três faixas. A intérprete estava com bastante tempo para desenvolver o disco, então após trabalhar com o produtor em uma obra, ela continuou a gravar outras, incluindo "Give Me All Your Luvin'". Madonna escolheu trabalhar com M.I.A. e Minaj na faixa, pois sentiu que ambas eram mulheres fortes com uma voz única, e gostava de suas músicas e o que elas representavam.
Uma versão demo da faixa foi ilegalmente divulgada na Internet em 8 de novembro de 2011 sob o título de "Give Me All Your Love"; após grande procura, a polícia prendeu um homem de 31 anos da Espanha, acusado de ter divulgado a composição ilegalmente. O produto final foi lançado digitalmente em 3 de fevereiro de 2012 através da gravadora Interscope, servindo como o primeiro single de MDNA, sendo enviado para estações radiofônicas americanas comerciais três dias depois e comercializado em formato físico. Uma versão intitulada "Party Rock Remix", que apresenta vocais do duo eletrônico LMFAO, também foi lançada comercialmente. O número serviu como a primeira faixa de trabalho da intérprete em seu contrato 360 com a Live Nation Entertainment, assinado em 2007. Apoiada por sintetizadores, bateria e gritos de torcida, "Give Me All Your Luvin'" é uma canção derivada do dance-pop, apresentando elementos de gêneros como new wave e disco, além de um breakdown que incorpora o dubstep. Madonna canta o refrão em vocais estridentes, Minaj canta seu verso como sua personalidade alternativa Roman Zolanski, com M.I.A. interpretando suas linhas em seguida.
"Give Me All Your Luvin'" foi recebida de forma mista por críticos musicais, os quais destacaram seu refrão e o descreveram como "grudento", embora tenham sentido que sua composição musical era inferior aos singles anteriores de Madonna. Profissionais também notaram semelhanças com canções de artistas como Nicola Roberts, Gwen Stefani e Toni Basil, especialmente nos versos parecidos com frases de líderes de torcida. Comercialmente, a obra obteve um desempenho positivo, atingindo a primeira colocação das tabelas do Canadá, Finlândia, Hungria e Israel, ao passo em que qualificou-se nas dez primeiras posições em diversos países, como Alemanha, Bélgica, Itália, Japão, Suíça e Venezuela. Nos Estados Unidos, atingiu a décima posição na Billboard Hot 100, tornando-se a 38ª música da cantora a listar-se nas dez primeiras ocupações da tabela e estendendo seu recorde como a artista com maior número de canções a entrar nas dez primeiras posições da lista. Além disso, converteu na 41ª obra da intérprete a liderar a parada dance, aumentando seu recorde de artista com maior quantidade de números um nessa tabela.
O vídeo musical correspondente foi filmado em dezembro de 2011, sob direção da equipe Megaforce. Lançado em 3 de fevereiro de 2012, coincidindo com a distribuição digital da faixa, o trabalho apresenta Madonna, Minaj e M.I.A. em uma vizinhança suburbana, andando ao longo do local acompanhadas por líderes de torcida usando máscaras de rostos de animes e jogadores de futebol americano carregando a primeira. O projeto foi bem recebido por críticos musicais, que prezaram sua natureza esportiva e divertida. Para a divulgação de "Give Me All Your Luvin'", Madonna apresentou a faixa pela primeira vez ao vivo durante o show do intervalo do Super Bowl XLVI juntamente com Minaj e M.I.A.. Durante a performance, a última mostrou seu dedo do meio para a câmera enquanto interpretava seu verso. Como resultado, M.I.A. foi criticada pela mídia, com desculpas sendo emitidas pela Liga Nacional de Futebol (NFL), organizadora do evento, e pela National Broadcasting Company (NBC), transmissora do jogo; além disso, a rapper recebeu uma multa de 16,6 milhões de dólares, que foi resolvida dois anos depois. Madonna veio a incluir o número no repertório de sua turnê The MDNA Tour (2012), apresentando-a em um figurino de líder de torcida.

## Antecedentes e lançamento
Em dezembro de 2010, Madonna divulgou a seguinte mensagem em seu Facebook: "É oficial! Preciso me mexer. Preciso suar. Preciso fazer músicas novas! Músicas para dançar. Eu estou procurando as pessoas mais loucas, doentes e rudes para trabalhar. Só digo isso". Após concluir seus trabalhos em W.E., filme roteirizado e dirigido pela própria, a cantora voltou ao estúdio para desenvolver seu décimo segundo trabalho de estúdio. Um dos colaboradores do projeto foi o DJ e produtor francês Martin Solveig, que havia sido convidado pela artista para uma sessão de composição em Londres no mês de julho de 2011. Originalmente, Madonna queria colaborar com Solveig em apenas uma canção, mas tal ideia se transformou em três faixas — "Give Me All Your Luvin'", "I Don't Give A" e "Turn Up the Radio". Em entrevista para a revista Billboard, o produtor explicou que a musicista tinha bastante tempo para desenvolver o álbum, então após trabalharem em uma música, eles continuaram gravando. Ele descreveu as sessões de gravação como "divertidas" e uma "época privilegiada". Madonna queria trabalhar com M.I.A. e Nicki Minaj em uma canção, sentido que elas são "mulheres fortes com uma voz única". Ela elogiou-as, dizendo: "Elas não são estrelas pop convencionais, e eu realmente admiro ambas. Eu amo as duas". A primeira confirmou a colaboração do trio através de seu Twitter, dizendo que havia sido convocada para uma sessão de gravação em Nova Iorque no dia 29 de novembro de 2011. A rapper sentiu que a colaboração era uma conquista que faria sua mãe se orgulhar, "muito mais do que fazer [minha faixa] 'Galang' tocar em uma boate".
Em 8 de novembro de 2011, uma versão demo da canção, intitulada "Give Me All Your Love", foi ilegalmente divulgada na Internet. De acordo com Keith Caulfield, jornalista da Billboard, "dentro de algumas horas, [a canção e sua divulgação ilegal] estava[m] entre os dez assuntos mais comentados no Twitter ao redor do mundo". Guy Oseary, empresário de Madonna, falou sobre a divulgação em seu Twitter, adicionando a declaração da cantora sobre a situação: "Meus fãs verdadeiros não fariam isso". Oseary também esclareceu que um de seus planos iniciais era lançar música nova apenas em 2012. Ele ficou feliz com a reação positiva da demo, mas pediu que fãs ajudassem a polícia a deter as divulgações: "O plano era uma música nova no ano novo. Estou muito feliz com as reações positivas da demo, mas estamos muito chateados com quem vazou a canção! Pedimos aos fãs para ajudarem a polícia a deter as divulgações ilegais. Temos muito material para vocês. Mas, por favor, respeitem o processo". A demo divulgada não possuía os vocais de Minaj e M.I.A., o que a intérprete mais tarde refletiu: "É realmente decepcionante, porque você não quer que as coisas saiam até que você tenham feito-as, e até você estar pronta. É como se todos estivessem olhando sua pintura inacabada. É tipo: 'Espere um pouco. Eu [ainda] não finalizei isso. Não é justo'". Após grande procura, em 22 de dezembro de 2011, a polícia prendeu um homem de 31 anos de idade da Espanha que seria o responsável pela divulgação ilegal da demo. Os policiais confirmaram as iniciais do suspeito como J.M.R., e o descreveram como "um grande fã de Madonna"; eles também descobriram gravações da canção que estavam sob propriedade do rapaz. Ele foi preso em Zaragoza, prestou depoimento e foi posteriormente liberado, na pendência de um julgamento. Foi confirmado pelo jornal The Huffington Post que a pessoa não visava obter um lucro com o lançamento. Dois anos após o ocorrido, diversas demos do álbum seguinte de Madonna, Rebel Heart (2015), também foram divulgadas de forma ilegal na Internet. O invasor israelense Adi Lederman foi preso, acusado de ter sido o responsável pela divulgação; nos documentos da acusação, foi constatado ele também havia lançado "Give Me All Your Luvin'" na Internet antes do lançamento.
Em janeiro de 2012, a Interscope confirmou que o número seria lançado em 3 do mês seguinte, dois dias antes de Madonna se apresentar no show do intervalo do Super Bowl XLVI. A faixa serviu como o single de estreia da cantora em seu contrato 360 com a Live Nation Entertainment, que foi assinado em 2007. Através desse contrato, Madonna e a empresa fecharam um acordo de três álbuns com a Interscope, que iria lançar e divulgar a obra e o álbum de estúdio. Juntamente com o anúncio, a cantora revelou a capa do single. A imagem retrata três imagens em preto-e-branco da musicista posicionadas lado-a-lado, fazendo caretas e posando, vestindo camisetas estampadas com o título da canção. "Give Me All Your Luvin'" foi lançada digitalmente em 3 de fevereiro de 2012 na loja virtual iTunes Store, e enviada para estações radiofônicas de sucessos contemporâneos três dias depois. Para a divulgação do tema nas rádios, Madonna fez uma parceria com a Clear Channel Communications, e a partir de 3 de fevereiro, a composição foi tocada em 95 rádios de sucessos contemporâneos e rítimicos da empresa. O número também foi tocado no Reino Unido através da parceria da Clear Channel com estações pertencentes à Capital FM. As rádios tocaram a música a cada hora entre 3 e 5 de fevereiro, juntamente com uma mistura de canções de MDNA. "Give Me All Your Luvin'" também foi lançada para streaming em portais da iHeartRadio com concursos online e anúncios para comprá-la na iTunes Store. Um remix intitulado "Party Rock Remix", que apresenta vocais do duo eletrônico LMFAO, foi lançado digitalmente em 7 de fevereiro. Um CD single, composto por ambas as versões, foi comercializado na Alemanha, Polônia, Reino Unido e na Tailândia. Adicionalmente, um extended play (EP) digital formado por seis remixes da faixa foi distribuído em 6 de março.

## Gravação e composição
Composta pelas três musicistas em conjunto com Michael Andre Tordjman e Martin Solveig, e produzida por Madonna e Solveig,  "Give Me All Your Luvin'" foi gravada em 2011 nos estúdios MSR em Nova Iorque e Sarm West em Notting Hill, Londres. Demacio "Demo" Castellon responsabilizou-se pela gravação e mixagem da faixa, com a ajuda de Philippe Weiss e Graham Archer no primeiro processo e de Angie Teo no segundo. Jason "Metal" Donkersgoed fez edições adicionais na canção, enquanto Chris Gehringer encarregou-se da masterização e Jean Baptiste Gaudray tocou guitarras. Além de ter servido como produtor da faixa, Solveig também tocou bateria e forneceu sintetizadores. Solveig lembrou que a música foi gravada num período de dois dias, com ele e Madonna discutindo continuamente sobre a progressão harmônica e a melodia. A versão inicial do breakdown da composição apresentou "muito" dubstep, o qual a cantora pediu-lhe para mudar, adicionando as rimas de Minaj e M.I.A. por cima.
"Give Me All Your Luvin" é uma canção dance-pop que incorpora elementos dos gêneros new wave, música disco, bubblegum pop e synthpop. Inicia-se com as palavras "A-M-O-R, Madonna! / V-O-C-Ê, você quer?" sendo proferidas com um tom vocal reminiscente às faixas "Hollaback Girl", de Gwen Stefani, e "Mickey", de Toni Basil. Um "balanço lustrado dos anos 1960" sucede o canto, que é apoiado por sintetizadores predominantes e fortes baterias. Priya Elan, da revista NME, comparou a composição com outras obras da artista, como "Beautiful Stranger" e "Amazing", bem como com as de seus álbuns Ray of Light (1998) e Hard Candy (2008). Segue-se o refrão da música, o qual é interpretado por Madonna em uma voz estridente: "Não faça esse joguinho idiota / Porque eu sou tipo diferente de garota / Todas as músicas soam iguais / Você tem que entrar no meu mundo / Me dê todo o seu amor, me dê o seu amor / Me dê todo o seu amor hoje". Elan considerou esta parte "não digna de uma grande dama da discoteca". Após o breakdown influenciado pelo dubstep, Minaj é ouvida rimando seus versos sob sua personalidade alternativa Roman Zolanski, com M.I.A. interpretando suas linhas em seguida.
Lanford Beard, da revista Entertainment Weekly, observou que o tema "combina vocais de Katy Perry e Gwen Stefani, ecos da incursão lamentável de Ashlee Simpson em sons de guitarras sintetizadas [do estilo] new wave, e um breakdown reduzido de 'Hold It Against Me'".. John Mitchell, do portal MTV News, comentou que a instrumentação da canção consiste em "sintetizadores brilhantes, bateristas de marchas, palmas e um refrão incrivelmente grudento". Lewis Corner, da página Digital Spy, notou que a faixa apresenta uma "batida eletrônica dos anos 1980 completada com um canto de líder de torcida de 'L-U-V Madonna!'". De acordo com a partitura publicada no Musicnotes.com pela Universal Music Publishing Group, "Give Me All Your Luvin'" é escrita na clave de ré ♭ maior, com um metrônomo de 144 batidas por minuto. Ela possui duas sequências básicas de acordes que servem como suas progressões harmônicas, além de uma ponte intermediada. A primeira, contida no refrão, é formada pelas notas ré ♭, mi ♭ e lá ♭ nos versos, enquanto a segunda é composta por ré ♭, mi ♭, dó ♭ e sol ♭ e está no refrão. Os vocais da cantora abrangem-se entre as notas de dó ♭4 e lá ♭4
Após a divulgação ilegal da canção em novembro de 2011, a mídia notou semelhanças entre a obra e "Beat of My Drum", de Nicola Roberts, devido aos versos "em estilo de líder de torcida" contido em ambas. "Give Me All Your Luvin'" apresenta as letras "L-U-V, Madonna" ("A-M-O-R, Madonna"), enquanto a faixa de Roberts possui as linhas "A-M-O-R / Dance com a batida do meu tambor". Logo depois, ela chamou Madonna de "copiadora" devido à suposta semelhança entre as músicas. Entretanto, Roberts insistiu que as pessoas foram "rápidas para falar o que queriam" e declarou não ter ouvido a faixa de Madonna. O produtor musical brasileiro João Brasil alegou que o refrão de "Give Me All Your Luvin'" havia sido plagiado de sua canção "L.O.V.E Banana", lançada um ano antes. Ambas começam com gritos de líderes de torcida, os quais dizem "A-M-O-R Banana" ("L.O.V.E. Banana") na canção de Brasil, enquanto que na da artista a frase proferida é "L-U-V, Madonna" ("A-M-O-R, Madonna").

## Crítica profissional
| Críticas profissionais | Críticas profissionais |
| Avaliações da crítica  | Avaliações da crítica  |
| Fonte                  | Avaliação              |
| ---------------------- | ---------------------- |
| About.com              | [ 35 ]                 |
| Billboard              | [ 44 ]                 |
| Digital Spy            | [ 45 ]                 |
| PopCrush               | [ 38 ]                 |
| Rolling Stone          | [ 36 ]                 |
| Virgin Media           | [ 46 ]                 |

Em uma análise da demo para a revista NME, Priya Elan escreveu que a faixa "parece planar sem esforço" e "o que Madonna está fazendo nessa canção é muito mais impossivelmente divertido do que poderíamos imaginar", considerando-a progressivamente sonora em comparação com Hard Candy, álbum anterior da artista. Jim Farber, do periódico New York Daily News, descreveu-a como "mais próxima de um single de estreia como 'Burning Up' do que qualquer um de seus recentes sucessos de boate. Apenas as participações rap de Nicki Minaj e da [colaboração] menor ainda de M.I.A., nos dizem em que década nós estamos". Ao resenhar sobre MDNA, Farber a definiu como "a melhor canção grudenta da carreira" de Madonna. Para Michael Cragg, do jornal The Guardian, "Give Me All Your Luvin'" não é ruim. Ele escreveu que "musicalmente, é [uma canção de] quatro minutos bastante alegre, apresentando batidas constantes, acordes acústicos e cantos de líderes de torcida estilísticos de Gwen Stefani, mas há algo um pouco plano na entrega [vocal] de Madonna. Dado todo o amor que ela pediu, você poderia achar que ela deveria estar mais animada"; discutindo as participações especiais, o profissional avaliou: "Minaj certamente faz de sua melhor rima tipicamente frenética, um exercício de apertar o máximo de palavras possíveis em um espaço de 10 segundos, enquanto o sotaque mais lacônico de M.I.A. perde dinamismo". Em uma crítica para o álbum resultante, seu colega Alex Petridis descreveu-a como a "mais fraca" do disco, adicionando que "sua posição como o primeiro single do álbum parece ter sido mais a ver com mostrar a presença de Nicki Minaj e M.I.A. do que sua melodia plumosa". Escrevendo para a Reuters, Chris Willman considerou o número "risível" e "infeccioso": "Tudo aqui é tão idiota como a ortografia titular, mas a artificialidade tem seu charme, pelo menos se você gosta dos velhos musicais para os quais algumas das linhas aqui estão prestando homenagem". Bradley Stern, do portal MTV Buzzworthy, escreveu sobre as comparações com "Hey Mickey", prezando as participações de Minaj e M.I.A. e sentindo que este era "um dos momentos menos atraentes do álbum". Analisando MDNA, o editor do The Daily Telegraph, Neil McCormick, sentiu que o objetivo principal da "faixa mais leve e espumosa" do projeto era representar a próxima geração de estrelas pop. Emily Mackay, da revista The Quietus, definiu os cantos de líderes de torcida e o ritmo da obra como "meio torturantes, mas pelo menos cativantes", elogiando Minaj e M.I.A por terem sido "tão incríveis sem esforço quanto se pode ser quando limitadas a apenas algumas linhas".

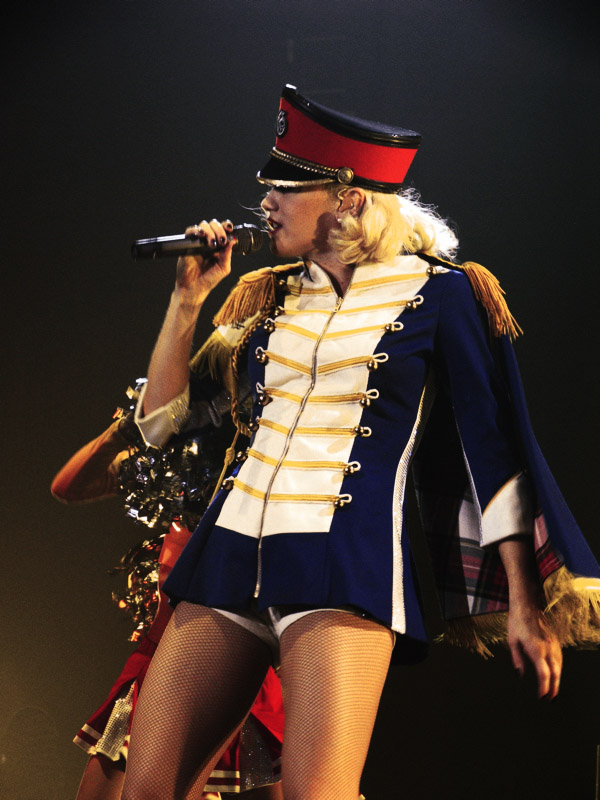
Críticos comparam "Give Me All Your Luvin'" com trabalhos de Gwen Stefani (imagem), como "Hollaback Girl".

Resenhando para a Billboard, Andrew Hampp deu uma nota de três estrelas, de um máximo de cinco, negativando o canto de Minaj e M.I.A como artistas convidas e acrescentando: "É um trabalho abaixo da média de todas as partes, principalmente da de Madonna, que não soava tão robótica desse jeito desde os momentos mais otimizados de Hard Candy". Em análise sobre MDNA, seu colega Keith Caulfield considerou a canção como um comercial para promover a participação da cantora no Super Bowl em vez de uma ferramenta promocional para o disco, criticando-a por enganar o ouvinte sobre o estilo do material. Sentimentos semelhantes foram expressados por Gareth Grundy, do The Guardian, que a descreveu como uma canção "rave-pop desajeitada". Jody Rosen, da revista musical Rolling Stone, avaliou o tema com duas estrelas de cinco totais, descrevendo suas letras e sua composição como "despachadas" e "em crise", desagradando-se com a "energia agressiva" da faixa. Para Joe Levy, da mesma revista, o número é uma "fantasia de líder de torcida". Bill Lamb, do portal About.com, deu três de cinco estrelas para a canção, expressando desapontamento com a obra. Ele listou seu "refrão para cantar junto" como um ponto positivo, e sua "produção grudenta e fraca", "falta de fogo" e "questões padrão de participações rap" como pontos negativos. Para Lamb, "infelizmente, 'Give Me All Your Luvin'' não tem mais humor do que 'Mickey' de Toni Basil ou a adrenalina do sucesso 'Girlfriend' de Avril Lavigne" e que "em vez disso, nós temos uma peça leve e espumosa de dance-pop grudento que falha em excitar verdadeiramente [o ouvinte]". O resenhista opinou que a música "empalidece" em comparação com "Hung Up" e "4 Minutes", singles iniciais dos álbuns anteriores de Madonna, notando "pouca substância musical por trás disso". Em uma resenha mista, Sal Cinquemani, da revista Slant, descreveu a faixa como "decididamente insípida" e "grudenta", declarando que "seus poucos charmes — guitarras surf-pop dos anos 60, efeitos vintage de videogame e referências às canções antigas de Madonna — são fugazes na melhor das hipóteses". Ele sentiu que Minaj e M.I.A. foram "anexadas para comercialização adicional", observando falta de "autenticidade" na canção. Em uma análise de MDNA, Cinquemani a definiu como "lamentável". Escrevendo para o The New York Times, Jon Pareles considerou-a "uma das faixas mais fracas do álbum". Joey Guerra, do periódico Houston Chronicle, avaliou que a sonoridade "reluzente e feliz" da composição "nem de longe representava todo o disco".
Caryn Ganz, da revista Spin, em análise para o álbum, descreveu "Give Me All Your Luvin'" como "saltitante" e "giradora de quadris". Matthew Perpetua, do portal Pitchfork Media, negativou a obra, dizendo que a produção de Solveig foi emparelhada com letras igualmente "sem graça". Um editor da Virgin Media deu três de cinco estrelas para o tema e escreveu: "Assim como muitos dos singles de Madonna, [este] pula junto a um ritmo furioso com um brilho em seu olho, mas as auto-referências se tornam um tanto cansativas e, em última análise, ela [a cantora] está tentando demais". Brad O'Mancey, da página POPJustice, declarou que a canção era "prova de que às vezes você pode ouvir alguma coisa muitas e muitas vezes, e ainda assim não ter nenhuma ideia se isso é bom ou não". Escrevendo para o PopCrush, Cristin Maher atribuiu três estrela e meia de cinco para o tema e opinou: "Madonna certamente agradará seus milhões de fãs com essa canção rápida", acrescentando que, com ele, a artista "provou que pode se transformar e mudar com o tempo". Para Nick Levine, do The National, o número é um "pedaço de pop mais leve". Em uma análise mista, Dean Piper, do tabloide Daily Mirror, escreveu que "notavelmente, a canção soa muito melhor em autofalantes que fazem sua pele estremecer", porém "parece um pop muito mais esquecível em comparação com o resto do álbum". Michael Roffman, da revista Time, questionou o motivo de Madonna ter selecionado as participações "aleatórias" de Minaj e M.I.A., considerando a canção como "turbulenta". Greg Kot, periodista do Chicago Tribune, desapontou-se com a obra e suas letras, as quais ele achou serem "sem significado", enquanto que para Bernard Zuel, do periódico The Sydney Morning Herald, o tema era "banal e descartável". Escrevendo para o Entertainment Weekly, Melissa Maerz definiu a música como "agitadora de pompoms", ao passo em que Alex Macpherson, da página Fact, a achou "puramente e horrivelmente mal concebida". Em uma crítica sobre MDNA, Edward Daily, do Examiner, achou o tema "uma das piores canções de todos os tempos" da cantora e observou que as colaborações de Minaj e M.I.A. "retratou a insegurança de Madonna para com sua própria música, e — ouvindo o álbum — não há razão para ela se sentir insegura". Atribuindo quatro estrelas de um máximo de cinco, Robert Copsey, do Digital Spy, notou a pouca mudança da faixa desde sua divulgação ilegal em novembro de 2011, como sua "produção energética" e um "refrão repetitivo", concluindo que "o resultado não é de maneira alguma o melhor dela [da artista]". Stephen Thomas Erlewine, do banco de dados Allmusic, listou a composição como um dos destaques do disco.

## Vídeo musical

### Desenvolvimento
Em 8 de dezembro de 2011, Minaj divulgou através de seu Twitter que estava filmando o vídeo musical de "Give Me All Your Luvin'" com Madonna. Ela também disse que a cantora havia lhe dado um beijo, como um presente de aniversário. Logo depois, M.I.A. falou sobre as filmagens do projeto com a artista em seu Twitter: "Madonna arrasou! Uma lenda!". Dirigido pela equipe Megaforce — formada pelos diretores Léo Berne, Charles Brisgand, Raphaël Rodriguez e Clément Gallet —, o vídeo possui temas como futebol e líderes de torcida, inspirados pela futura apresentação de Madonna no show do intervalo do Super Bowl XLVI. Rodriguez explicou para a MTV News que ele e seus parceiros discutiram sobre a canção com Solveig e entenderam que a gravação deveria ser "sobre a felicidade e algo realmente ensolarado". Todo o figurino também foi discutido, uma vez que os diretores não haviam trabalhado com nenhuma das artistas [antes], sentindo que isso era um "universo diferente" para eles. Descrevendo o processo como "trabalhar com a CIA", a equipe disse para o jornal sueco 20 minutes que o cenário foi cercado por patrulheiros da polícia e seguranças, e que celulares foram proibidos durante as filmagens. Um orçamento total de 1,5 milhão de dólares foram gastos com o vídeo. Algumas das sequências do trabalho foram ideias de Madonna, como uma das cenas em que ela estava dançando na frente de uma parede, a qual os diretores sentiram que não se encaixaria com a narrativa principal. Entretanto, a cantora insistiu em mantê-la, e no segundo dia de filmagens, ela chegou cedo para gravar esta tomada.
Retoques foram aplicados durante a pré-produção, após Minaj querer que seu corpo se parecesse como o de uma boneca. A produção do vídeo ficou a cargo das empresas Bureau, Riff Raff Films e El Niño, que são respectivamente dos Estados Unidos, Reino Unido e França. O estúdio parisiense Matehmatic, que trabalha com designs de movimentos, efeitos visuais e animações, encarregou-se de adicionar os gráficos do vídeo. Uma equipe de 14 artistas trabalhou por duas semanas em Paris para finalizar a tarefa, acompanhada pelos diretores. Para a criação de fogos de artifício e chuva espumante diferentes métodos foram usados incluindo rotoscopia e chroma key, fundos em 3D e 2D, extensões de palco e construções, além do céu que foi concebido utilizando Autodesk Maya. Entre os figurinos usados na gravação estavam uniformes da Adidas para Minaj e M.I.A. e roupas retrô para uma sequência, utilizando vestidos de renda branca que resultaram na criação de peças semelhantes às usadas por Marilyn Monroe e por Madonna no vídeo musical de "Like a Virgin". Outro conjunto vestido por Madonna incluía um top, um sutiã com estampa de onça e uma enorme cruz em seu pescoço. Arianne Phillips serviu como a estilista do vídeo, e criou os figurinos com peças de marcas como Burberry, Dolce & Gabbana e Norma Kamali, além de joias das empresas Swarovski, Yves Saint Laurent, Prada e Eddie Borgo.

### Lançamento e sinopse

Madonna, Minaj e M.I.A. retratando o visual de Marilyn Monroe em uma sala cheia de líderes de torcida e jogadores de futebol americano.

Uma prévia do vídeo musical foi revelada por Madonna em 2 de fevereiro de 2012 no programa American Idol; o produto final acabou sendo lançado no dia seguinte através de sua conta no YouTube. O vídeo começa com as palavras "Fãs fazem você ficar famoso, um contrato faz você ficar rico, a imprensa faz de você uma superestrela, mas apenas o amor faz de você um jogador" aparecendo uma parede de tijolos. Caracterizadas como líderes de torcida, M.I.A. e Minaj cantam as linhas de abertura em uma vizinhança suburbana, acompanhadas por outras líderes de torcida com rostos mascarados. Madonna canta seu primeiro verso saindo de uma casa empurrando um carrinho de bebê, vestindo um casaco e usando óculos de sol, todos os quais logo são jogados fora. Jogadores de futebol americano surgem para protegê-la de obstáculos e de gotas de chuva dourada, destruindo um carro que aparece em seus caminhos. Eles a seguram perpendicularmente até uma parede, e a artista caminha nela pela horizontal. Ao longo da gravação, a intérprete é vista dançando e cantando na frente de uma parede de tijolos; em uma das tomadas, ela segura uma boneca.
Durante a segunda estrofe, Madonna anda pela cidade com M.I.A. e Minaj, sendo seguida pelas líderes de torcida e pelos jogadores de futebol. Em uma das ruas, aparece um carro preto e começa a atirar na artista, mas ela é protegida pelos jogadores. Madonna escala uma pirâmide de jogadores e chega eventualmente a uma boate com Minaj e M.I.A., que cantam suas partes em uma sala cheia de líderes de torcida e jogadores. Nesta sequência, elas estão caracterizadas com vestidos brancos semelhantes ao usado por Marilyn Monroe. Em seguida, a cantora cai da construção e é segurada por dois jogadores. Ela anda até a praça da cidade e começa a dançar com suas líderes de torcida, que batem na cabeça dos jogadores com tacos de beisebol, revelando um espetáculo pirotécnico climático. Madonna agarra uma das cabeças e a exibe orgulhosamente para um público torcedor. O vídeo termina com a cantora sendo vista na frente de uma parede de tijolos rindo e jogando a boneca fora, com a palavra "Touchdown!" aparecendo na frente de um fundo rosa.

### Recepção
Caryn Ganz, da Spin, recebeu o vídeo de forma positiva, escrevendo que "a tentativa [de Madonna] em achar uma ponte entre esportes, amor e fama falha um pouco... mas no final, os jogadores de futebol e as líderes de torcida no vídeo são, literalmente, pedestres sem rosto. Eles, [assim] como as duas MCs de alto perfil [M.I.A. e Minaj], estão todos a serviço [da cantora]". Escrevendo para o portal Idolator, a editora Becky Bain encontrou na gravação diversos tópicos para serem discutidos, incluindo truques de fotografia, chuvas douradas e a participação das musicistas como "Marilyn ou Madonna triplicadas". Apesar de não achá-lo o melhor vídeo de Madonna, Bain escreveu que ele havia sido bem sucedido como um lançamento. Christopher Farley, do The Washington Post, fez uma análise positiva, declarando que a intérprete "parece estar em melhor forma do que muitas [jovens] colegiais, o que é surpreendente" e a elogiou por selecionar "M.I.A. e Nicki Minaj e fazê-las servirem, literalmente, como líderes de torcida para a marca de Madonna". Jocelyn Vena, da MTV News, considerou a gravação "descolada, divertida e surreal (quase em forma de desenho animado)", escrevendo: "Madonna parece estar se divertindo incrivelmente ao longo dos visuais [do projeto], sorrindo e dançando em seu caminho nesse mundo ficcional e hiper-fantasioso. Assistindo o vídeo, [você] pode se perguntar o que não acontece nele". Nicole James, da MTV Buzzworthy, opinou que o trabalho deu outra impressão da cantora apesar de "Madonna nunca ter sido a rainha do baile fofa e inocente, mas aqueles jogadores de futebol americano saudáveis ainda querem ser protagonistas [do vídeo musical] com ela".
Michael Cragg, do The Guardian, definiu a gravação como uma "piada" com as "líderes de torcida assustadoras e Madonna amamentando uma boneca". Escrevendo para o portal MuuMuse, Bradley Stern comparou o vídeo com os respectivos de "It's Oh So Quiet" de Björk e "Come Into My World" de Kylie Minogue devido à sua formula de "falar caminhando e caminhar rastejando". Ele acrescentou que o trabalho era "autoconsciente, completamente moderno, insolente, sarcástico, glamoroso e inteiramente exagerado ao mesmo tempo". Chris Wilman, da agência Reuters, notou semelhanças com o vídeo musical de "Material Girl" da própria Madonna, devido às cenas em que ela é carregada pelos jogadores. Um resenhista da Rolling Stone avaliou o projeto de forma mista, escrevendo que ele "é um vídeo pateta e divertido, apesar das líderes de torcida sem rosto no fundo serem mais assustadoras do que divertidas". Em uma audição de pré-lançamento do álbum resultante, Matthew Todd, da revista Attitude, acreditou que a última sequência, na qual Madonna joga fora uma boneca, retratava-a se afastando de sua vida doméstica e aderindo uma atitude festeira. Amanda Dobbins, da publicação New York, encontrou algumas "tentativas de estranheza" no vídeo, nomeadamente nas cenas em que Madonna, Minaj e M.I.A. estão vestidas como Marilyn Monroe e a primeira segura um bebê em seu colo, mas adicionou que ela "ainda parece louca, maluca e bonita".

## Apresentações ao vivo

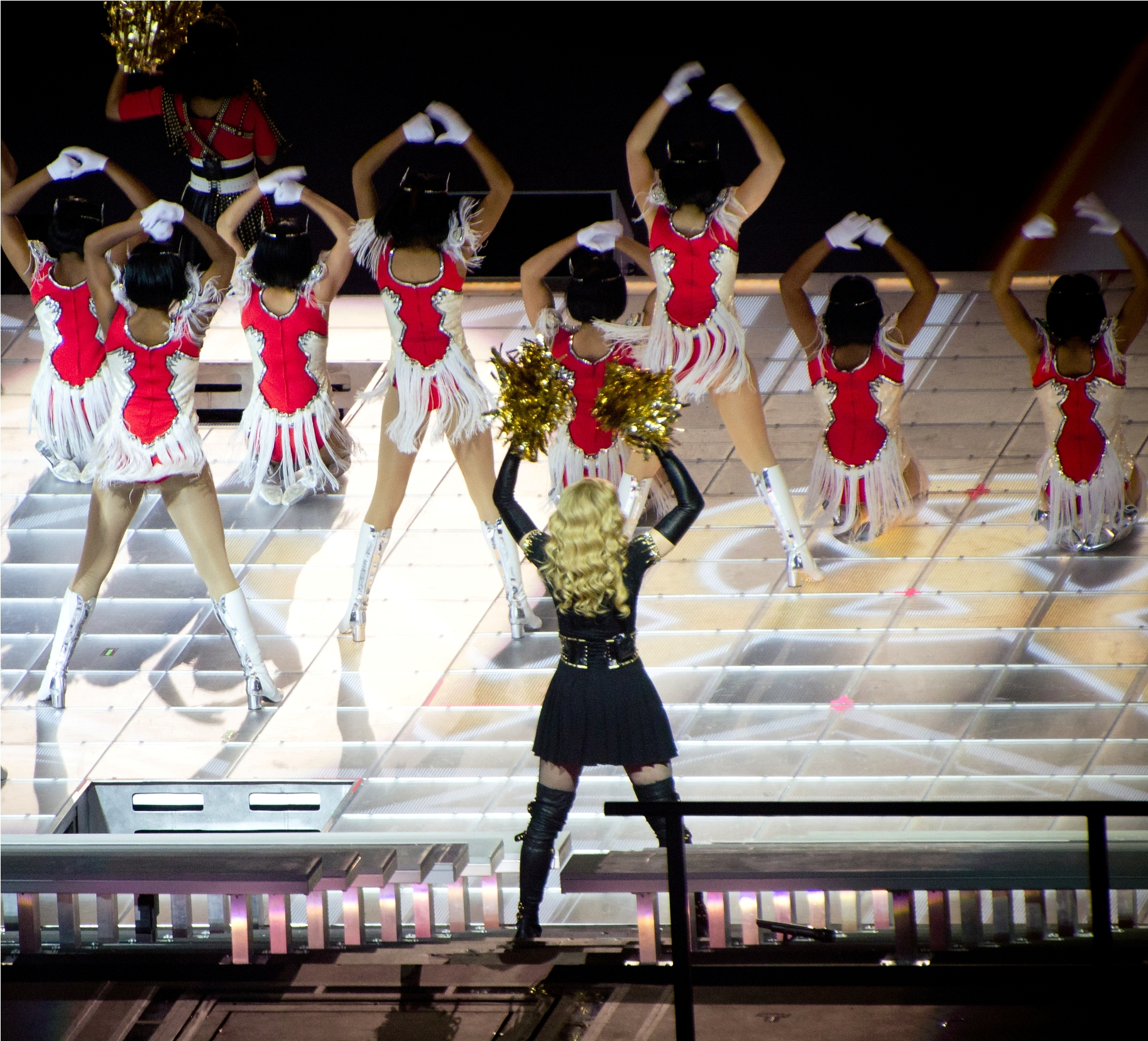
Madonna (na frente) apresentando "Give Me All Your Luvin'" no show do intervalo do Super Bowl XLVI.

Em 5 de fevereiro de 2012, Madonna cantou "Give Me All Your Luvin'" com M.I.A. e Minaj no show do intervalo do Super Bowl XLVI, que ocorreu no Estádio Lucas Oil, situado em Indianápolis, Indiana. Para a produção do concerto, a artista colaborou com o Cirque du Soleil. 36 projetores de imagem foram utilizados para criar um espetáculo de luzes. Todo o show consistiu em um total de 500 figurinos, incluindo roupas customizadas para as rappers e os outros artistas convidados (como o cantor Cee Lo Green e o duo eletrônico LMFAO), bem como trajes para os cem tocadores de bumbo, 150 gladiadores — que vestiram cuecas pretas da Calvin Klein — e 200 coristas. Conforme a apresentação de "Music" terminava, um grupo de dançarinas vestidas com uniformes de líderes de torcida entraram no palco com Madonna para a performance de "Give Me All Your Luvin'". Minaj e M.I.A. entraram no palco em seguida, ambas usando peças egípcias. Juntas, as musicistas dançaram, enquanto as líderes de torcida seguravam pompons. Durante a seção intermediada, elas ficaram em plataformas elevadas e separadas, onde Minaj e M.I.A. interpretaram suas respectivas linhas.
A performance ganhou grande atenção da mídia após M.I.A. mostrar seu dedo do meio para a câmera perto do fim de seu verso em vez de cantar a palavra "merda". A mídia criticou-a pelo gesto e comparou incidente com o escândalo do Super Bowl XLVI. Um editor da revista People escreveu: "Chamaria isso de 'mal funcionamento do dedo'? Madonna deveria ser o centro das atenções durante o show do intervalo do Super Bowl no domingo, mas a Rainha do Pop foi ofuscada por sua colaboradora M.I.A, que chegou perto da câmera em certo ponto durante a apresentação, o que levou a NFL e da NBC a emitir rápidos pedidos de desculpas". Madonna expressou desapontamento em entrevista ao programa radiofônico On Air with Ryan Seacrest, onde disse que M.I.A. fez uma "coisa adolescente e irrelevante", já que estava "muito animada". Brian McCarthy, porta-voz da NFL, disse: "Houve uma falha no sistema de atraso da NBC. O gesto obsceno na apresentação foi completamente inapropriado, muito decepcionante, e pedimos desculpas aos nossos fãs. A NFL contratou os talentos e produziu o show do intervalo. Nosso sistema se atrasou para obscurecer o gesto impróprio e pedimos desculpas aos nossos telespectadores". McCarthy também esclareceu que o gesto foi improvisado pela rapper no palco, não tendo sido revelado durante os ensaios. A liga veio a multá-la em 16,6 milhões dólares como penalidade, o que foi resolvido através de um acordo confidencial em 2014.
Madonna veio a incluir "Give Me All Your Luvin'" na turnê mundial The MDNA Tour, feita no mesmo ano. Após terminar de cantar "Express Yourself", ela começou a interpretar a música vestida como uma líder de torcida, em um uniforme de cor branca e vermelha com botas brancas altas. Arianne Phillips explicou que o figurino foi inspirado por um figurino de líderes de torcida dos anos 1940, e acrescentou cristais Swarovski para a peça. A artista cantou a faixa no palco com uma linha de bateristas suspensas no ar, e M.I.A. e Minaj apareceram no telão de vídeo. Caryn Ganz, da revista Spin, adjetivou a performance de "o momento mais inovador da noite", enquanto Brian McManus, da Rolling Stone, impressionou-se com a levitação dos bateristas ao topo do palco. Niv Elis, do periódico The Jerusalem Post, declarou que este foi um dos momentos mais "incríveis" do show. As apresentações feitas nos dias 19 e 20 de novembro de 2012 na American Airlines Arena em Miami foi gravada e lançada em MDNA World Tour (2013), quarto álbum ao vivo da musicista disponibilizado nos formatos de CD, DVD e blu-ray.

## Faixas e formatos
| Download digital |                                                      |         |  |
| N.º              | Título                                               | Duração |  |
| 1.               | "Give Me All Your Luvin'" (com Nicki Minaj e M.I.A.) | 3:22    |  |

| Download digital (Party Rock Remix) |                                                                        |         |  |
| N.º                                 | Título                                                                 | Duração |  |
| 1.                                  | "Give Me All Your Luvin'" (Party Rock Remix) (com LMFAO & Nicki Minaj) | 4:03    |  |

| CD single      |                                                                        |         |  |
| N.º            | Título                                                                 | Duração |  |
| 1.             | "Give Me All Your Luvin'" (com Nicki Minaj e M.I.A.)                   | 3:22    |  |
| 2.             | "Give Me All Your Luvin'" (Party Rock Remix) (com LMFAO & Nicki Minaj) | 4:03    |  |
| Duração total: | Duração total:                                                         | 7:25    |  |

| Extended play (EP) digital de remixes |                                                                         |         |  |
| N.º                                   | Título                                                                  | Duração |  |
| 1.                                    | "Give Me All Your Luvin'" (Laidback Luke Remix)                         | 6:06    |  |
| 2.                                    | "Give Me All Your Luvin'" (Nicky Romero Remix)                          | 5:54    |  |
| 3.                                    | "Give Me All Your Luvin'" (Party Rocky Remix) (com LMFAO e Nicki Minaj) | 4:01    |  |
| 4.                                    | "Give Me All Your Luvin'" (Sultan + Ned Shepard Remix)                  | 5:59    |  |
| 5.                                    | "Give Me All Your Luvin'" (Oliver Twizt Remix)                          | 4:48    |  |
| 6.                                    | "Give Me All Your Luvin'" (Demolition Crew Remix)                       | 7:02    |  |
| Duração total:                        | Duração total:                                                          | 33:50   |  |

## Créditos
Todo o processo de elaboração de "Give Me All Your Luvin'" atribui os seguintes créditos:

### Canção
Gravação e publicação
- Gravada em 2011 nos MSR Studios (Nova Iorque) e Sarm West Studios (Notting Hill, Londres)
- Mixada nos MSR Studios (Nova Iorque)
- Masterizada nos Sterling Sound (Nova Iorque)
- A participação de Nicki Minaj é uma cortesia da Young Money Entertainment/Cash Money Records
- A participação de M.I.A. é uma cortesia da Interscope Records
- Publicada pelas seguintes empresas: Webo Girl Publishing, Inc. (ASCAP), EMI Music Publishing Frace (SACEM), Money Mack Music/Harajuku Barbie Music — administrada pelas empresas Song of Universal, Inc. (BMI) e N.E.E.T. Noise/Imagem Music (PRS)

Equipe
| - Madonna: composição, produção, vocalista principal, vocalista de apoio - Martin Solveig: composição, produção, sintetizadores, bateria - Nicki Minaj: composição, vocalista - M.I.A.: composição, vocalista - Michael Tordjman: composição - Demacio "Demo" Castellon: gravação, mixagem - Philippe Weiss: assistência de gravação | - Graham Archer: assistência de gravação - Jason "Metal" Donkersgoed: edição adicional - Jean Baptiste Gaudray: guitarras - Angie Teo: assistência de mixagem - LMFAO: produção adicional, vocalista participante, composição, remix (versão "Party Rock Remix") - Chris Gehringer: masterização |

### Vídeo musical
| - Filmado em dezembro de 2011 na cidade de Nova Iorque - Direção: Megaforce - Direção de fotografia: Par Ekberg - Direção artística: Mathematic - Assistência de direção: Paul Laurens - Edição: Danny Tull - Produção: Matthew Fone, Jonathan Lia - Produção executiva: Melissa Culligan, Cayce Cole, Joceline Gabriel - Supervisão: Carrie Bornstein - Design: Ethan Tobman | - Empresas de produção: Bureau, El Niño, Riff Raff Films - Coreógrafos: Alison Kaufman, Nicole Winhoffer - Encomendação: Kathy Angstadt, Michelle An - Coloristas: Pascal Dangin, Nadia Sadigianis - Estilista: Arianne Phillips - Pós-produção: Mathematic - Supervisão: Mathematic - Efeitos visuais: Frédéric Brandon - Supervisão: Guillaume Marien - Efeitos especiais: Mathematic |

## Desempenho comercial
Nos Estados Unidos, "Give Me All Your Luvin'" debutou na 24ª posição da tabela Pop Songs, acumulando 2 mil e 776 reproduções em rádios de sucessos adulto-contemporâneo — 79% das quais eram pertencentes à Clear Channel Communications. Esta foi a sétima canção de Madonna a entrar nas 25 primeiras colocações da parada, o maior número já conquistado por qualquer artista desde a estreia da tabela em 1992. Estreou também no sétimo posto da Digital Songs com 115 mil cópias digitais registradas, as quais foram vendidas em três dias. Consequentemente, a faixa debutou na 13º colocação da Billboard Hot 100, registrando uma audiência radiofônica de 44 milhões de pessoas e tornando-se a 56ª entrada da cantora na tabela, empatando-a com Dionne Warwick como a segunda intérprete com maior número de entradas na Billboard Hot 100 até aquele momento, apenas atrás de Aretha Franklin com 73. Na semana seguinte, com a apresentação da música no show do intervalo do Super Bowl XLVI, foram constatados 165 mil downloads digitais — um crescimento de 44% em relação à semana anterior —, levando a canção a atingir a décima posição da Billboard Hot 100. Converteu-se na primeira obra de Madonna a atingir as dez primeiras colocações da tabela desde "4 Minutes" em 2008, bem como sua 38ª música a listar-se nos dez primeiros postos, assim estendendo seu recorde de artista com maior quantidade de faixas a conquistar tal feito. Caiu para o número 39 na atualização seguinte, como resultado do término dos efeitos promocionais gerados pelo Super Bowl, e esteve presente na parada durante um total de seis edições. Com a ascensão de "Give Me All Your Luvin'" ao topo da Hot Dance Club Songs, a vocalista também aumentou seu recorde de artista com mais canções a liderar essa parada, com um total de 41 registros; neste, finalizou o ano como a 41ª faixa mais bem sucedida do período. Em junho de 2012, o tema recebeu uma certificação de ouro da Recording Industry Association of America (RIAA), pelas vendas superiores a 500 mil unidades.
"Give Me All Your Luvin'" debutou no 11º posto da tabela canadense da edição referente a 11 de fevereiro de 2012. Na semana seguinte, pulou para o topo, registrando o maior ganho nas vendas digitais e nas reproduções de rádios. Com a sua ascensão ao topo dessa parada, tornou-se a 25ª faixa de Madonna a liderá-la. Finalizou 2012 como a 76ª canção com melhor resultado no gráfico naquele ano. Na América Latina, registrou resultados diversificados; no Brasil, por exemplo, conquistou o 26º posto da parada brasileira como melhor em abril de 2012, culminando na Brasil Hot Pop Songs no mesmo período, enquanto que na Colômbia atingiu a 14ª posição na National Report e no México obteve a 26ª colocação como melhor na Mexico Airplay. Na Venezuela, conquistou o quinto lugar da Record Report. Na Oceania, também obteve resultados diferentes; na Austrália, constatou na 25ª colocação da tabela de singles da ARIA durante a semana de 19 de fevereiro de 2012, caindo para o número 44 e vindo a sair da parada. Na Nova Zelândia, debutou no 26º posto do gráfico de canções publicado pela Recording Industry Association of New Zealand (RIANZ), obtendo esta colocação como melhor e permanecendo nele por apenas uma semana. Na Ásia, obteve um desempenho positivo; em território japonês, estreou no número 42 da Japan Hot 100, movendo-se para a terceira posição dentro de duas semanas — seu melhor resultado na tabela. Veio a encerrar o ano como a 22ª mais bem sucedida no gráfico. Na Coreia do Sul, obteve a terceira posição como melhor na tabela de músicas da Gaon, encerrando 2012 como a 33ª mais vendida no país com 339 mil e 983 unidades comercializadas. No Líbano, conquistou a vice-liderança da parada oficial do país.
No Reino Unido, "Give Me All Your Luvin" debutou na 37ª posição da UK Singles Chart com 8 mil e 577 cópias registradas, tornando-se a 67ª entrada de Madonna na tabela. Uma parcela significativa dos downloads digitais foi descontada pela The Official Charts Company (OCC) como resultado de uma promoção que permitiu a canção de ser baixada gratuitamente caso um cliente adquirisse MDNA na pré-venda. Isso resultou no pior resultado de um single inicial de um álbum da cantora em trinta anos, desde sua primeira música "Everybody". Caiu para o número 51 na atualização posterior com 7 mil e 70 unidades registradas, mas subiu para o pico de número 12 na tabela Airplay. Com o lançamento do CD single, outras mil e 460 réplicas da música foram comercializadas, levando-a a atingir a vice-liderança da parada de vendas de singles físicos. Na Finlândia, estreou no topo da tabela de singles publicada pela IFPI do país, mas saiu dela dentro de três edições. Na Itália, obteve o segundo posto como melhor e recebeu um certificado de platina da Federazione Industria Musicale Italiana (FIMI), denotando vendas de 30 mil cópias. Em território francês, entrou na quarta posição da parada de canções publicada pela Syndicat National de l'Édition Phonographique (SNEP) e moveu-se para o pico de número três uma semana depois. Esteve presente nela por um total de 21 edições, finalizando 2012 como a 58ª com melhores resultados. Na Hungria, obteve o ápice da tabela divulgada pela Magyar Hanglemezkiadók Szövetsége (MAHASZ), encerrando o ano como a 39ª mais bem sucedida. Ao redor da Europa, atingiu nas dez primeiras posições das compilações alemãs, belgas, espanholas, holandesas, luxemburguesas e suíças, bem como nas tabelas digitais grega e portuguesa, conquistando a sétima posição na Euro Digital Songs, parada publicada pela Billboard que lista as faixas mais vendidas no continente.
| País — Tabela musical (2012)           | Melhor posição |
| -------------------------------------- | -------------- |
| Alemanha (GfK Entertainment Charts)    | 8              |
| Austrália (ARIA Charts)                | 25             |
| Áustria (Ö3 Austria Top 40)            | 11             |
| Bélgica (Ultratop 50 de Flandres)      | 5              |
| Bélgica (Ultratop 40 de Valônia)       | 3              |
| Brasil (Hot 100 Airplay)               | 26             |
| Brasil (Hot Pop Songs)                 | 1              |
| Canadá (Canadian Hot 100)              | 1              |
| Colômbia (National Report)             | 14             |
| Coreia do Sul (Gaon Music Chart)       | 5              |
| Dianamrca (Tracklisten)                | 16             |
| Escócia (OCC)                          | 30             |
| Eslováquia (IFPI Slovenská Republika)  | 35             |
| Espanha (PROMUSICAE)                   | 2              |
| Estados Unidos (Adult Top 40)          | 33             |
| Estados Unidos (Billboard 100)         | 10             |
| Estados Unidos (Dance Club Songs)      | 1              |
| Estados Unidos (Mainstream Top 40)     | 24             |
| Estados Unidos (Rhythmic Songs)        | 33             |
| Europa (Euro Digital Songs)            | 7              |
| Finlândia (IFPI Finlândia)             | 1              |
| França (SNEP)                          | 3              |
| Grécia (Greece Digital Songs)          | 2              |
| Hungria (Rádiós Top 40)                | 1              |
| Hungria (Single Top 40)                | 2              |
| Irlanda (IRMA)                         | 11             |
| Israel (Media Forest)                  | 1              |
| Itália (FIMI)                          | 2              |
| Japão (Japan Hot 100)                  | 3              |
| Líbano (The Official Lebanese Top 20)  | 2              |
| Luxemburgo (Luxembourg Digital Songs)  | 10             |
| México (Mexico Airplay)                | 26             |
| Nova Zelândia (Recorded Music NZ)      | 29             |
| Países Baixos (Single Top 100)         | 2              |
| Portugal (Portugal Digital Songs)      | 2              |
| Reino Unido (UK Singles Chart)         | 37             |
| República Checa (IFPI Česká Republika) | 25             |
| Rússia (Tophit)                        | 18             |
| Suécia (Sverigetopplistan)             | 60             |
| Suíça (Schweizer Hitparade)            | 6              |
| Venezuela (Record Report)              | 5              |

| País — Tabela musical (2012)          | Posição |
| ------------------------------------- | ------- |
| Bélgica (Ultratop 50 de Flandres)     | 85      |
| Bélgica (Ultratop 40 da Valônia)      | 47      |
| Canadá (Canadian Hot 100)             | 76      |
| Coreia do Sul (Gaon Music Chart)      | 33      |
| Espanha (PROMUSICAE)                  | 27      |
| Estados Unidos (Hot Dance Club Songs) | 41      |
| França (SNEP)                         | 58      |
| Hungria (Rádiós Top 40)               | 39      |
| Japão (Japan Hot 100)                 | 22      |

| Região                                                                                             | Certificação | Vendas   |
| -------------------------------------------------------------------------------------------------- | ------------ | -------- |
| Estados Unidos (RIAA)                                                                              | Ouro         | 500,000^ |
| Itália (FIMI)                                                                                      | Platina      | 30,000*  |
| *números de vendas baseados somente na certificação ^distribuições baseadas apenas na certificação |              |          |

## Histórico de lançamento
| País           | Data                   | Formato                             | Gravadora               |
| -------------- | ---------------------- | ----------------------------------- | ----------------------- |
| Mundo          | 3 de fevereiro de 2012 | Download digital                    | Live Nation, Interscope |
| Estados Unidos | 6 de fevereiro de 2012 | Rádios mainstream                   | Live Nation, Interscope |
| Estados Unidos | 7 de fevereiro de 2012 | Download digital (Party Rock Remix) | Live Nation, Interscope |
| Alemanha       | 2 de março de 2012     | CD single                           | Interscope, Universal   |
| Polônia        | 6 de março de 2012     | CD single                           | Interscope, Universal   |
| Reino Unido    | 19 de março de 2012    | CD single                           | Polydor                 |
| Tailândia      | 23 de março de 2012    | CD single                           | Universal               |